# Джонанг
Джонанг (на тибетски: ཇོ་ནང་, уайли: джо-нанг; китайски: 觉 囊) е една от школите на тибетския будизъм. Нейните корени в Тибет могат да бъдат проследени до началото на XII век и учителя Юмо Микьо Дордже, но става много по-широко известна с помощта на Долпопа Шераб Гялцен – монах, първоначално обучен в школата Сакя. Школата Джонанг дълго е смятана за изчезнала в края на XVII век, ликвидирана от ръцете на петия Далай Лама. Той насилствено присъединява манастирите на Джонанг към школата Гелуг, обявявайки ги за еретични. Напоследък обаче е открито, че някои отдалечени манастири Джонанг са избягнали тази съдба и продължават практиките си без прекъсване до наши дни. Според Грушке около 5000 монаси и монахини на Джонанг практикуват традицията в райони отвъд историческите граници на влияние на Гелуг.

## История
През 1294 г. монахът Кунпанг Тукдже Цондру основава манастира Пунцок Чьолинг в Джомонанг, около 160 km северозападно от манастира Ташилунпо в У Цанг (Шигаце). Духовната традиция, която е създадена на това място, става известна като Джонанг.
Традицията Джонанг обединява две конкретни учения: учение, което става известно като жентонг (или шентонг) философията на пустотата, и Дро-приемствеността на Калачакра тантра. Произходът на тази комбинация в Тибет може да бъде проследен до учителя Юмо Микьо Дордже (XI – XII век), който бил ученик на кашмирския учител Сомнатха.
След няколко века на независимост обаче, в края на XVII век, школата Джонанг е нападната от петия Далай Лама, който превръща техните манастири в част от ордена на Гелуг.
Школата Джонанг е дала на света редица известни будистки учени, като Долпопа Шераб Гялцен (1292 – 1361), но най-известен става Джецун Таранатха (1575 – 1634). Таранатха поставя голямо ударение върху Калачакра системата на тантра. След като манастирите на Джонанг са насилствено обърнати към приемствеността Гелуг, Калачакра ученията са погълнати в тази школа. Влиянието на Транатха върху начина на разсъждение в Гелугпа продължава и до днес в преподаването на 14-ия Далай Лама, който активно насърчава посвещенията в Калачакра.